# Paul Goodman
Paul Goodman (9 de setembre de 1911 - 2 d'agost de 1972) va ser un sociòleg, escriptor i activista anarquista nord-americà, adscrit a l'anomenada New Left nord-americana. Nascut a Nova York, fet que el va marcar i va influenciar molt en el desenvolupament del seu pensament, va ser partidari de les estructures comunitàries i de la no violència, sent una referència clau de la contracultura de la dècada de 1960. Va tenir també un paper molt destacat en el desenvolupament, juntament amb Fritz Perls i Laura Perls, de la Teràpia Gestalt.
Prolífic escriptor, a més de les seves obres de ficció i de poesia, Goodman va escriure sobre temes com l'educació, la vida a la ciutat, l'urbanisme, els drets dels menors, la política, la crítica literària, entre d'altres. Es va manifestar obertament bisexual, declaració que li va causar no pocs problemes, entre ells laborals, i va ser un dels pioners del moviment gai de principi de la dècada de 1970.
Així mateix, va ser coautor, amb el seu germà Percival, catedràtic d'Arquitectura de Columbia University i considerat l'arquitecte «més prolífic en la història del judaisme», del llibre Communitas.